# Rowoon
Kim Seok-woo (hanngul: 김석우; Gangnam-gu, Seúl, 7 de agosto de 1996), más conocido como Rowoon (hangul: 로운), es un cantante, modelo, ex-futbolista y actor surcoreano, conocido por ser exintegrante del grupo de K-pop SF9.

## Biografía
Tiene una hermana mayor.
Estudia en la Universidad de Kyung Hee.

## Carrera
Es miembro de la agencia "FNC Entertainment".
Desde el 5 de octubre de 2016 formó parte del grupo musical surcoreano SF9 junto a Youngbin, Inseong, Jaeyoon, Dawon, Zuho, Taeyang, Hwiyoung y Chani. En el grupo es el vocalista principal, así como uno de los bailarines y el visual.
En julio de 2017 se unió al elenco recurrente de la serie School 2017 donde interpretó a Kang Hyun-il más conocido como "Issue", un miembro impopular del grupo "Cherry on Top" y un estudiante de transferencia en la escuela.
En mayo del mismo año se unió al elenco recurrente de la serie About Time donde interpretó a Choi Wi-jin, un actor musical y el hermano menor de Choi Michaela (Lee Sung-kyung).
En octubre del mismo año se unió al elenco recurrente de la serie Where Stars Land (también conocida como "Fox Bride Star") donde interpretó a Go Eun-seop, un miembro del departamento de operaciones del Aeropuerto internacional de Incheon, hasta el final de la serie el 26 de noviembre del 2018.
El 2 de octubre del 2019 se unió al elenco principal de la serie Extraordinary You (también conocida como "A Day Found by Chance) donde dio vida a Haru, un joven que se enamora completamente de Eun Dan-oh (Kim Hye-yoon), hasta el final de la serie el 21 de noviembre del mismo año.
El 18 de marzo del 2020 realizó una aparición especial en la serie Find Me in Your Memory (también conocida como "The Way He Remembers") donde interpretó a Joo Yeo-min, el miembro de un importante grupo idol que sale con la actriz Yeo Ha-jin (Moon Ga-young).
El 18 de enero de 2021 se unió al elenco principal de la serie She Would Never Know (también conocida como "Sunbae, Don't Put That Lipstick On") donde dio vida a Chae Hyun-seung, un comerciante de cosméticos, hasta el final de la serie el 9 de marzo del mismo año.
El 11 de octubre del mismo año se unió al elenco principal de la serie The King's Affection (también conocida como "Affection") donde interpreta a Jung Ji-woon, un joven optimista cuyo lema es disfrutar de la vida.
En marzo de 2022 se unió al elenco principal de la serie Tomorrow donde dio vida a Choi Joon-woon, un joven en busca de trabajo que un día cae en coma después de un accidente de trabajo y es reclutado como mensajero temporal de la muerte.
"Amor Predestinado" estreno 26 de agosto de 2023 Netflix donde el actor Rowoon interpreta a un elegante y apuesto abogado teniendo una maldición del pasado, enamorándose de una funcionaria pública donde ambos terminaran con la maldición. Fecha de última emisión 12 de octubre de 2023.
El 18 de septiembre de 2023, la agencia FNC Entertainment anunció que Rowoon no renovaría contrato y detendría sus actividades grupales con la banda SF9, para dedicarse por completo a su carrera actoral.

## Filmografía

### Series de televisión
| Año  | Título                 | Personaje              | Notas                    | Ref.          |
| ---- | ---------------------- | ---------------------- | ------------------------ | ------------- |
| 2016 | Click Your Heart       | Kim Ro-woon            | Serie web de 7 episodios |               |
| 2017 | School 2017            | Kang Hyun-il / "Issue" |                          |               |
| 2018 | Modulove               |                        | Ep. 8                    |               |
| 2018 | About Time             | Choi Wi-jin            | 16 episodios             |               |
| 2018 | Where Stars Land       | Ko Eun-seop            | 32 episodios             |               |
| 2019 | Extraordinary You      | Ha Roo                 | 32 episodios             |               |
| 2020 | Find Me in Your Memory | Joo Yeo-min            | Ep. 1                    |               |
| 2021 | She Would Never Know   | Chae Hyun-seung        | 16 episodios             | [ 26 ] [ 27 ] |
| 2021 | The King's Affection   | Jung Ji-woon           | 20 episodios             |               |
| 2022 | Tomorrow               | Choi Joon-woong        | 16 episodios             |               |
| 2023 | Un amor predestinado   | Jang Shin-yoo          | 16 episodios             | [ 28 ] [ 29 ] |
| 2023 | Tu tiempo llama        | Tae-ha                 | Aparición especial       | [ 30 ]        |
| 2023 | The Matchmakers        | Shim Jung-woo          | 16 episodios             | [ 31 ] [ 32 ] |
| 2025 | Primavera de juventud  |                        | Aparición especial       | [ 33 ] [ 34 ] |

### Películas
| Año  | Título            | Personaje | Notas                |
| ---- | ----------------- | --------- | -------------------- |
| 2020 | Trolls World Tour | Branch    | (doblaje en coreano) |

### Programas de variedades
| Año        | Título                               | Notas                                               |
| ---------- | ------------------------------------ | --------------------------------------------------- |
| 2013-14    | Cheongdam-dong 111                   |                                                     |
| 2016       | D.O.B                                | junto a SF9                                         |
| 2016       | SF9 - Spectacle Fantasy              | junto a SF9                                         |
| 2016       | Video Star                           | (ep. #22) - invitado                                |
| 2016       | Laundry Day                          | (ep. #11) - invitado                                |
| 2016       | Hyoyeon’s One Million Likes Season 2 | (ep. #6) - invitado                                 |
| 2016       | 존잘러 'Jonjalleo'                   | (ep. #3) - invitado                                 |
| 2016       | The Immigration                      | invitado                                            |
| 2016       | SF9 Special Food                     | junto a SF9                                         |
| 2016-17    | Lipstick Prince                      | (ep. #1-5, 7-22) - miembro                          |
| 2017       | SF9 Trip with Fantasy                | junto a SF9                                         |
| 2017       | Empty the Convenience Store          | (ep. #4) - invitado                                 |
| 2017       | Baek Jongwon's Top 3 Chef King       | (ep. #84) - invitado                                |
| 2017       | I Can See Your Voice Season 4        | (ep. #15) - invitado                                |
| 2018       | Hello Counselor                      | (ep. #374) - invitado                               |
| 2018       | Law of the Jungle in Patagonia       | 6 episodios - (ep. #305-310) - miembro              |
| 2018       | Blind Date Cafe (Cafe Amor)          | miembro                                             |
| 2019       | Amazing Saturday                     | invitado - junto a Chani                            |
| 2019       | Korean Foreigner                     | invitado - junto a Dawon                            |
| 2019 2018  | King of Mask Singer                  | panelista invitado (ep. #163) - concursó como "Owl" |
| 2019       | Knowing Bros (Ask Us Anything)       | invitado - junto a Chani                            |
| 2020       | Happy Together                       | invitado                                            |
| 2020       | Idol Room                            | junto a SF9                                         |
| 2020       | Let's Eat Dinner Together            | (ep. #164) - invitado                               |
| 2019, 2020 | Running Man                          | invitado (ep. #443) - invitado - junto a SF9        |
| 2021       | Busted! 3                            | invitado                                            |

### Presentador
| Año  | Eevento                | Notas                          |
| ---- | ---------------------- | ------------------------------ |
| 2021 | 2021 KBS Song Festival | junto a Cha Eun-woo y Seolhyun |

 2022 || 2022 KBS Music Bank in Chile || Rowoon tqm

### Radio
| Año        | Programa                           | Notas                            |
| ---------- | ---------------------------------- | -------------------------------- |
| 2016       | Kim Jiwon's Rooftop Radio          | junto a Dawon y Chani            |
| 2016, 2017 | Lee Hongki Kiss The Radio          | junto a Dawon                    |
| 2017       | Kangta's Starry Night Radio        | junto a Inseong, Jaeyoon y Dawon |
| 2017       | Power FM - 'NCT Night Night Radio' | 5 episodios - junto a Dawon      |

### Revistas / sesiones fotográficas
| Año        | Título             | Notas                | Ref.                 |
| ---------- | ------------------ | -------------------- | -------------------- |
| 2020       | Dazed Magazine     |                      | [ 52 ] [ 53 ]        |
| 2020       | High Cut           | Junto a Kim Hye-yoon | [ 54 ]               |
| 2020       | ELLE Korea         | Junto a Inseong      | [ 55 ]               |
| 2020, 2021 | Cosmopolitan Korea |                      | [ 56 ] [ 57 ] [ 58 ] |
| 2021       | Elle Magazine      | Junto a Won Jin-ah   | [ 59 ]               |
| 2021       | Esquire Magazine   |                      | [ 60 ]               |

### Anuncios
| Año  | Título                                  | Notas  |
| ---- | --------------------------------------- | ------ |
| 2017 | Innisfree - "Eco Handkerchief Campaign" |        |
| 2017 | CLRIDE.n (클라이드앤)                   |        |
| 2018 | Acafela Size UP!                        |        |
| 2018 | Tales Runner (테일즈런너)               |        |
| 2019 | Biotherm Homme                          |        |
| 2019 | FiLite Fresh                            |        |
| 2020 | "Chik Chok" - Chocolate Chip Cookies    | [ 61 ] |
| 2020 | Pick Rocket Topokki                     | [ 62 ] |
| 2021 | Hite Zero All-Free                      | [ 63 ] |

### Endorsos
| Año   | Título             | Notas                     |
| ----- | ------------------ | ------------------------- |
| 2020- | Klavuu             | Modelo global de la marca |
| 2020- | Gongcha            | Modelo de la marca        |
| 2021- | Estée Lauder Korea | Modelo de la marca        |

## Discografía

### Colaboraciones
| Año  | Artistas       | Canción | Notas |
| ---- | -------------- | ------- | ----- |
| 2017 | AOA ft. Rowoon | "Lily"  |       |

## Premios y nominaciones
| Año  | Premio                        | Categoría                                               | Trabajo              | Resultado |
| ---- | ----------------------------- | ------------------------------------------------------- | -------------------- | --------- |
| 2018 | SBS Drama Award               | Best New Actor                                          | Where Stars Land     | Nominado  |
| 2019 | 32nd Grimae Award             | Best New Actor                                          | Extraordinary You    | Ganó      |
| 2019 | 2020 Korea First Brand Award  | Male Idol-Actor                                         | -                    | Ganó      |
| 2019 | MBC Drama Award               | Best Couple Award (junto a Kim Hye-yoon y Lee Jae-wook) | Extraordinary You    | Nominados |
| 2019 | MBC Drama Award               | Best New Actor                                          | Extraordinary You    | Ganó      |
| 2020 | 18th Brand of the Year Award  | Best Idol Actor                                         | Extraordinary You    | Ganó      |
| 2021 | KBS Drama Award               | Popularity Award, Actor                                 | The King's Affection | Ganó      |
| 2021 | KBS Drama Award               | Best Couple Award (junto a Park Eun-bin)                | The King's Affection | Ganaron   |
| 2021 | KBS Drama Award               | Best New Actor                                          | The King's Affection | Nominado  |
| 2022 | Brand Customer Loyalty Awards | Best Idol - Actor                                       |                      | Ganó      |